# Stojan Jankulov
Stojan Jankulov (in bulgaro Стоян Янкулов?; Sofia, 10 settembre 1966) è un percussionista bulgaro.
All'età di otto anni comincia a seguire le lezioni di pianoforte. Nello stesso periodo comincia ad interessarsi di altri strumenti musicali.
Attualmente suona i tamburi insieme alla compagna Elica Todorova. All'Eurovision Song Contest 2007 il duo, con la canzone Water (Acqua), si è piazzato al 5º posto.